# Кванмён (станция метро, Сеул)
«Кванмён» (кор. 광명역) — наземная станция на линии 1 Сеульского метрополитена, конечная станция ветки Кванмён, а также станция для пригородных поездов. Кванмён ветка — участок линии 1, где организовано челночное движение между станциями «Йондынпхо» и «Кванмён».
Станция представлена двумя береговыми и двумя островными платформами. Обслуживается Корейской национальной железнодорожной корпорацией (Korail). Расположена в квартале Илджикдон города Кванмён (провинция Кёнгидо, Республика Корея). На станции установлены платформенные раздвижные двери.
На Первой линии поезда Кёнбусон зелёный экспресс (SC: Gyeongbu green express), Кёнвон экспресс (GWː Gyeongwon) и Кёнкин экспресс (GI: Gyeongin), Кёнбусон красный экспресс (GB: Gyeongbu red express. A и B Йонсан—Чонан) не обслуживают станцию.
Пассажиропоток — на 1-й линии 2 888 чел/день (2013), пригородные поезда — 18 602  чел/день.